# 3 A.M. (пісня King Von)
«3 A.M.» — пісня американського репера King Von з його другого мікстейпу Levon James, виданого 6 березня 2020 р. на лейблах Only the Family та Empire Distribution.

## Текстова складова
«3 A.M.» — пісня-розповідь, яка заглиблюється у мислення та дії головного героя рано-вранці. Вон планує пограбування, попри обов'язки та дитину вдома. Він розповідає про свій намір заволодіти чиїмось багатством і про пов'язані із цим ризики, адже ціль може бути озброєною. Репер висловлює готовість застосувати насильство, якщо це буде необхідно. У пісні також згадано про присутність жінки, що супроводжує жертву, і теж стає потерпілою.
Урешті-решт стається несподівана розв'язка.
Вон підкреслює свою репутацію небезпечного і готового помститися тим, хто його зневажає, також наголошує на менталітеті «зроби або помри». Загалом, зображено небезпечний світ, в якому існує головний герой, його готовість до злочинних дій, нехтування наслідками та рішучість ствердити домінування у своєму середовищі. AudibleTreats визначає трек: «Стрімкий дриловий бенґер з їдким почуттям гумору та бітом від улюбленого продюсера Вона, Chopsquad DJ».

## Відеокліп
Кліп на «3 A.M.» вийшов за місяць після релізу альбому, 6 квітня 2020 року. Режисери: DrewFilmedIt, Джоан Пебон. Відео відтворює текст пісні. Станом на серпень 2023 року кліп мав 69 млн переглядів на YouTube.